# باتريسيا مانتيرولا
بيرثا باتريسيا مانتيرولا كاريون (بالإسبانية: Bertha Patricia Manterola Carrión)‏ وتعرف فنيا بالاختصار باتريسيا مانتيرولا (بالإسبانية: Patricia Manterola)‏ كما تعرف أيضا باسم باتي مناتيرولا (بالإسبانية: Paty Manterola)‏ (23 أبريل 1972 بمدينة مكسيكو، المكسيك)، هي مغنية، ممثلة، عارضة ومصممة أزياء مكسيكية.

## حياتها
ولدت باتريسيا مانتيرولا في مدينة مكسيكو بالمكسيك سنة 1972، وهي الابنة الثانية لخورجي مناتيرولا وماريا دولوريس كاريون. درست الرقص، الموسيقى والغناء. شاركت في مسابقة لنغني (بالإسبانية: Garibaldi )‏ بجانب أخاها جورجي وصديقان آخران ووصلوا للنهائيات، وسجلت ألبوما تجمع فيه مشاركاتها في المهرجان.
بعد ذلك دخلت مانتيرولا عالم الموضة جعلها تلتقي بالمنتج المكسيكي لويس دي لانو سنة 1989 الذي دعاها للانضمام إلى فرقته غاريبالدي (بالإسبانية: Garibaldi)‏.
في 17 أبريل 1999، تزوجت باتي بخافيير أورتيز، عضو في مجموعة غاليباردي، وتطلقا سنة 2005. تزوجت بعد ذلك في 2010 بفوريست كولب في مايا بحفل زفاف صغير حظره 200 شخص.

## فيلموغرافيا

### الأفلام
- 2011: الملك هيكتور لافوي (The King Hector Lavoe)
- 2008: اللعبة المثالية (The Perfect Game)

### المسلسلات
- 2017: الدخل المجمد (Renta congelada)
- 2010: الكارتل 2: الحرب النهائية (El cartel 2, la guerra total)
- 2007: الحب المقطر (Destilando Amor)
- 2006–2007: بيتي القبيحة (Ugly Betty)
- 2001: أرليس (Arli$$)

## ديسكوغرافيا
- 1994: جوع الحب (Hambre de Amor)
- 1996: فتاة جذابة (Niña Bonita)
- 1998: أريد المزيد (Quiero Más)
- 2002: لا تتوقف عن الإيقاع (Que El Ritmo No Pare)
- 2003: دعني أطير (Déjame volar)
- 2004: (Castígame)
- 2006: إلى ملكاتي (A Mis Reinas)
- 2010: انتهيت (Ya Terminé)